# Leonard Eric Newton
Leonard Eric Newton, né le 26 septembre 1936, est un botaniste ghanéen qui s'est surtout spécialisé dans la collecte des Spermatophytes et plus particulièrement des aloès.

## Travail
Au cours de sa carrière, le Ghanéen s'est spécialisé dans la famille des plantes d'aloès et effectue princpalement des expéditions en Afrique. Principalement dans son pays d'origine, le Ghana, ainsi qu'au Bénin et au Kenya. 
Il a, également, entrepris des excursions en Asie de l'Ouest dont le Yémen mais aussi en Europe dans le Royaume-Uni, où il a travaillé au musée d'histoire naturelle de Londres. 
Au cours de sa carrière en tant que Botaniste, il a collaboré avec  Philip G.Archer, Henk Jaap Beentje, Susan Carter, David John Goyder, Harry Hall, Heidrun Hartmann, John Jacob Lavranos, Sigrid Liede-Schumann, Paul Mutuku Musili, Gilfrid Powys, S.A. Robertson, et Gordon Rowley.
Les autres domaines prinpaux de Newton étaient, outre les aloacées, les plantes à soie, les vignes, les zamiacées, les euphorbes, les plante à feuilles épaisses, les composées, les scilles ou les dracaenacées.